# Bram van Velde
Pour les articles homonymes, voir Van de Velde.
Abraham Gerardus van Velde, dit Bram van Velde, né le 19 octobre 1895 à Zoeterwoude, près de Leyde, mort le 28 décembre 1981 à Grimaud, est un peintre et lithographe néerlandais.

## Biographie

### Premières années
Sa mère, Catharina von der Voorst (1867-1949) est la fille illégitime d’un comte. Son père, Willem van Velde (1868-1914), possède une petite entreprise de transport fluvial sur le Rhin. Bram est le second enfant (sa sœur Cornelia naît en 1892, Geer en 1898, qui sera également peintre, et Jacoba, femme de lettres et traductrice, en 1903). En faillite et après de graves difficultés, le père abandonne les siens. Sa famille, qui aura plusieurs domiciles, à Leyde, Lisse, puis La Haye, connaît une terrible misère qui marquera profondément Bram. Quelques bonheurs sont liés à la peinture: à l’âge de cinq ans, l’enfant reçoit sa première boîte de crayons.

### Débuts en peinture
Entré en 1907 comme apprenti dans la firme de peinture et de décoration intérieure Schaijk & Kramers, à La Haye, il est encouragé dans son art par Eduard H. Kramers et son fils Wijnand, collectionneurs et amateurs sensibles à son talent. Ceux-ci seront régulièrement ses mécènes jusque vers 1934. Bram est réformé en tant que soutien de famille au début de la Première Guerre mondiale. Il poursuit son travail de peintre en bâtiment et décorateur, et s'inscrit au Mauritshuis de La Haye pour y copier les maîtres anciens.
En 1922, Kramers incite Van Velde à voyager et lui verse une petite rente. Celui-ci se rend à Munich (mai), puis se fixe au nord de Brême, à Worpswede (juin), où depuis les années 1890 existe une colonie d’artistes expressionnistes : ce court séjour d'à peine plus de trois mois déterminera chez Van Velde son passage à la modernité. Il quitte cependant assez rapidement Worpswede pour s'installer à Paris, dans le quartier de Belleville. Sa carrière décolle, et en février 1927 il se rend à Brême pour y exposer ses œuvres. Il enchaîne en avril par la Jury-Freie Kunstschau de Berlin, et est admis, ainsi que son frère Geer, au Salon des indépendants, à Paris, où ils exposeront plusieurs fois de (1928 à 1932, en 1940 et 1941). Il va à Chartres en compagnie d’Otto Freundlich, et découvre à cette époque Matisse, probablement chez Paul Guillaume. Rencontre essentielle pour son œuvre, tout comme, au cours des années à venir, celle de l'œuvre de Picasso.
Le 6 octobre 1928, Van Velde épouse Lilly Klöker (1896-1936), artiste peintre allemande qu'il fréquentait probablement depuis Worpswede. Après la crise de 1929, les conditions de vie se durcissent pour le couple, qui décide de s'installer en Espagne. En septembre 1932, ils sont à Majorque. La guerre civile espagnole éclate en 1936, Lilly meurt à l'hôpital et Van Velde est rapatrié sur un bateau de guerre à Marseille, avec quelques toiles. Il rejoint Paris et s'installe chez Geer, puis rencontre Marthe Arnaud, ancienne missionnaire luthérienne au Zambèze, qui deviendra sa compagne. Par l'intermédiaire de celle-ci, il rencontre Samuel Beckett, qui deviendra son ami. Interpelé en 1938 dans la rue alors qu'il parlait allemand avec Marthe, il est emprisonné pendant trois semaines parce que ses papiers ne sont pas en règle. 
C'est en 1939 que l'artiste crée son propre langage plastique, avec la première de trois grandes gouaches qui fonderont les caractéristiques de son art. Il arrête de peindre en 1941 (il n'a « plus la force de poursuivre (son) œuvre », selon ce qu’il écrira vers 1945 à un collectionneur néerlandais), pour ne reprendre que vers l'automne 1945. Sa première exposition personnelle ouvre le 21 mars 1946 à Paris à la Galerie Mai de Marcel Michaud avec vingt cinq peintures, la quasi-totalité de son œuvre. C'est un échec. Le premier texte de Beckett sur Van Velde paraît dans les Cahiers d'art de Christian Zervos. En 1947, il signe un contrat avec la Galerie Maeght de Paris, et en 1948 expose chez Kootz à New York - un nouvel échec commercial, malgré une bonne critique de Willem de Kooning. Après une nouvelle absence d'acheteurs chez Maeght, il s'arrête de peindre pendant une année, puis Maeght rompt son contrat en 1952 après encore un nouvel échec, tout en conservant son stock d'œuvres. En 1958, Franz Meyer organise la première exposition muséale de Bram van Velde avec sa rétrospective à la Kunsthalle de Berne. Le couple Bram-Marthe quitte Paris cette même année, mais Marthe meurt l'année suivante (11 août), renversée par une voiture lors d'un passage à Paris. Bram fait la connaissance à Noël 1959 de Madeleine Spierer, à Genève, qui sera sa nouvelle compagne (jusqu'en 1977).

### Reconnaissance tardive
Dès 1961, le rythme des expositions s'accélère, son niveau de vie s'en ressent. Un premier film de Jean-Michel Meurice est tourné sur sa vie. Van Velde oscille entre Paris et Genève, où il commence à peindre avant de s'y installer en 1967. La France le nomme chevalier de l’ordre des Arts et des Lettres en 1964, les Pays-Bas lui décernent l’ordre d’Orange-Nassau en 1969. En 1973, il peint à La Chapelle-sur-Carouge quelques grandes gouaches qui sont comme un dernier déploiement « sauvage » de la couleur dans son œuvre. Aimé Maeght le reprend alors dans sa galerie, près de vingt ans après l’avoir congédié. En 1975, c'est au tour des sociétés académiques de Belles-Lettres de Lausanne, Genève et Neuchâtel de lui remettre à Rolle le prix de Belles-lettres, et en 1980 il est nommé chevalier de l’ordre du Faucon islandais. Son quatre-vingtième anniversaire s’accompagne, lui, d’un hommage collectif (Fata Morgana, Montpellier).
Bram van Velde meurt le 28 décembre 1981 à Grimaud, près de Saint-Tropez et est enterré à Arles. Son soutien et ami Jacques Putman, qui l'aura soutenu depuis son départ de chez Maeght et pendant le reste de sa carrière, meurt le 27 février 1994 à Paris et repose auprès de lui.

## Source
- Rainer Michael Mason, Bram van Velde 1895-1981; Rétrospective du Centenaire, catalogue d’exposition, avec quinze contributions d'auteurs divers, Genève 1996, Musée Rath (Musée d'art et d'histoire), pp. 305-307.

## Iconographie
- Willy Maywald, Portrait de Bram Van Velde, photographie[réf. nécessaire]

## Philatélie
En hommage à  Bram van Velde un timbre d'une valeur faciale de 5 francs reproduisant l'une de ses œuvres est émis par les Postes françaises en 1987.